# Giulio Camagni
Giulio Camagni (Udine, 25 marzo 1973) è un fumettista e pittore italiano. 

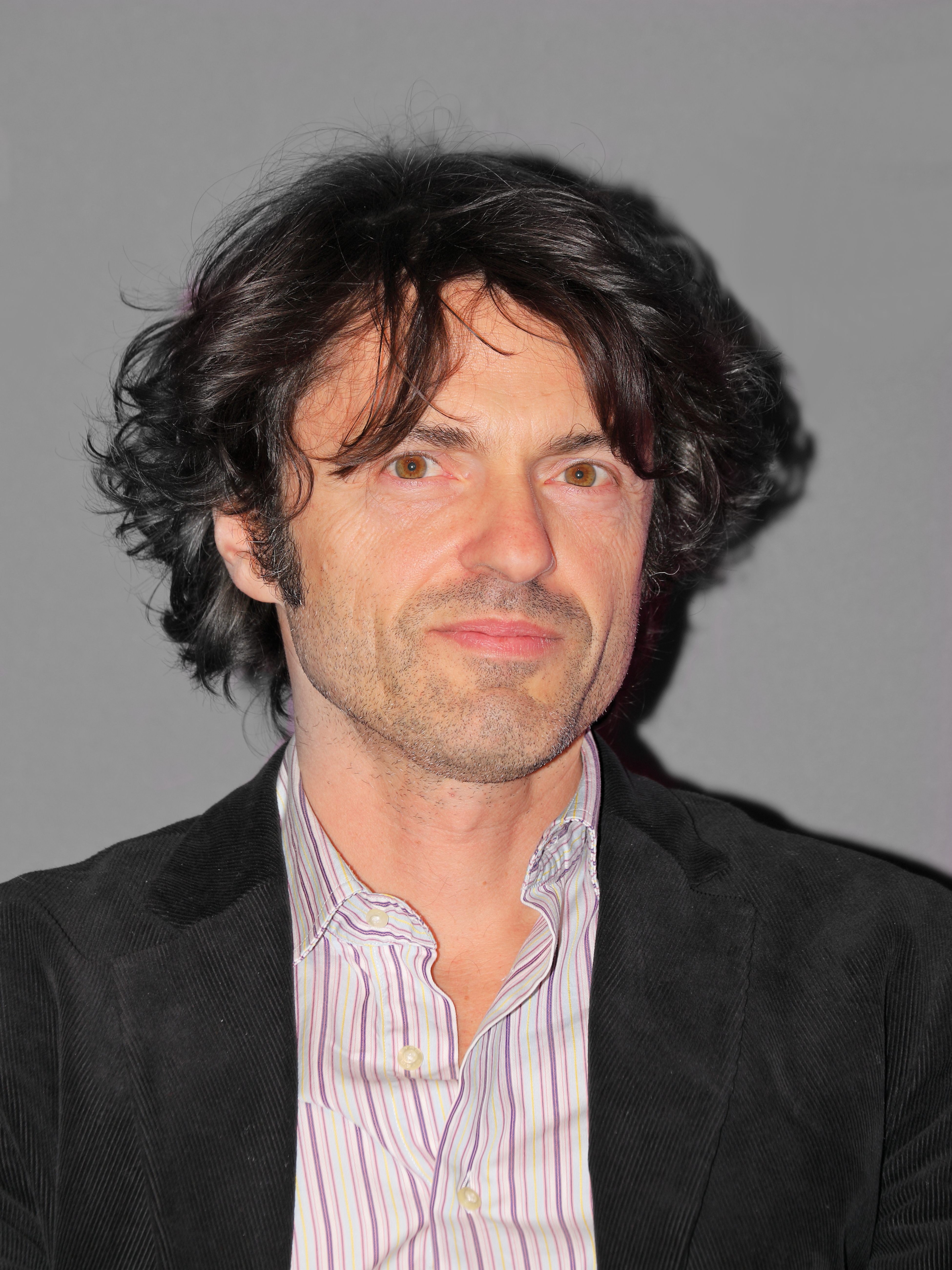
Giulio Camagni

Disegnatore per la Sergio Bonelli Editore delle serie Napoleone, Jan Dix, Martin Mystère e Dylan Dog.

## Carriera fumettistica
Pubblica il suo primo fumetto all'età di 17 anni, per la serie Super Eroica, versione italiana dell'inglese Commando. Ancora prima di laurearsi cum laude in storia all'Università Statale di Milano, fu introdotto alla professione fumettistica da Carlo Ambrosini, con cui ha sempre collaborato. Partendo dal terzo numero della storica serie Napoleone, edita dalla Sergio Bonelli Editore, ha, per un decennio, realizzato vari numeri di questa testata. Ormai di casa alla Sergio Bonelli Editore, ha pubblicato numerosi numeri delle serie a fumetti: tre numeri di Jan Dix, sempre assieme a Carlo Ambrosini, poi Con Tre numeri di Martin Mystère; da alcuni anni è al lavoro su Dylan Dog, sia per la serie regolare che per le altre; ha anche realizzato su testi di Alessandro Bilotta lo Speciale numero 30, sulla saga del Pianeta dei Morti. I suoi ultimi lavori sono due graphic novels pubblicate in tedesco e ambientate nel rinascimento, entrambe basate su una opera personale di ricerca storica: Der Kaiser, sulla vita dell'imperatore Massimiliano I d'Asburgo,  e 1525. Der Aufstand, sulla Guerra dei contadini tedeschi.

## Carriera pittorica
Con una ventennale carriera alle spalle, è un pittore affermato d'arte contemporanea, di influenza informale. Ha esposto in fiere come il MiArt di Milano, Art Paris di Parigi, Arte Fiera di Bologna, artbruxelles Brussel, ArtAustria, Artgèneve di Ginevra E altre. Ha esordito nel 2005 a MiArt con la Galleria Gian Ferrari di Milano, la quale nel 2008 gli ha dedicato la prima mostra personale per seguirlo fino alla prematura scomparsa della proprietaria, Claudia Gian Ferrari. Dal 2007 collabora con la Artmark Galerie di Vienna, collaborando anche in installazioni multimediali con il musicista Stefan Heckel, il fotografo Arnaldo Genitrini ed altri artisti. È stato presentato in Svizzera, nel 2011 dalla Galleria Ditesheim & Maffei di Neuchâtel, che lo ha poi esposto In personali e collettive a Parigi, Milano, Ginevra e Brussels

## Vita personale
Nato a Udine, cresciuto a Milano, dove ha frequentato il Liceo Artistico Umberto Boccioni e in seguito l'Università Statale. In seguito si è trasferito a Vienna, dove vive e lavora da due decenni.